# CBS Radio

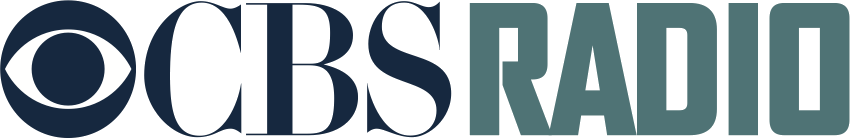
Logo

CBS Radio (voorheen Infinity Broadcasting Corporation) is een van de grootste radioconcerns van de Verenigde Staten. Alleen concurrent Clear Channel Communications is groter. CBS Radio bezit circa 180 radiostations in 22 staten verspreid door het hele land. Het is een onderdeel van Paramoung Global, via CBS.
Infinity Broadcasting werd overgenomen door CBS in 1996 voor $ 4,7 miljard. Om een groter netwerk van Infinity te maken kocht CBS in de daaropvolgende jaren nog twee grote radionetwerken, American Radio Systems en Outdoor Systems voor $ 8,7 miljard. In 1999 fuseerde CBS met Viacom, waardoor de grootste mediafusie ooit en het op een na grootste mediaconcern van de Verenigde Staten werd gecreëerd. In december 2005 hernoemde Viacom de radiodivisie tot CBS Radio om de scheiding tussen de CBS Corporation en Viacom duidelijker te maken.